# Centro de Investigación y Seguridad Nacional
El Centro de Investigación y Seguridad Nacional fue una institución de inteligencia civil al servicio del gobierno de México; siendo un órgano desconcentrado de la Administracíon Pública Federal, estaba adscrito a la Secretaría de Gobernación. Su objetivo era generar inteligencia estratégica, táctica y operativa que permitiera preservar la integridad, estabilidad y permanencia del Estado Mexicano. El proceso de clausura oficial del organismo comenzó el 1 de diciembre de 2018 para ser sustituido por el Centro Nacional de Inteligencia.
El papel del CISEN consistió en alertar y proponer medidas de prevención, disuasión, contención y neutralización de riesgos y amenazas que pretendan vulnerar el territorio, la soberanía, al orden constitucional, las libertades e instituciones democráticas de la población mexicana, así como el desarrollo económico, social y político del país.

## Historia

### Origen
El Cisen se creó el 13 de febrero de 1989, en sustitución de la Dirección de Investigación y Seguridad Nacional (1985-1989), que a su vez sucedió a la Dirección Federal de Seguridad (1947-1985).

### Antecedentes
- 1918: Venustiano Carranza crea en SEGOB la "Sección Primera", para identificar a sus oponentes en la transición de la revolución armada al establecimiento de las instituciones de Estado, así como para investigar y anticipar sus acciones.
- 1929: Se renombra como "Departamento Confidencial", con una subdivisión funcional entre el seguimiento de información política y una "policía administrativa".
- 1938: Se renombra como "Oficina de Información Política".
- 1942: Como "Departamento de Investigación Política y Social", amplió sus funciones, de la inteligencia interna, al seguimiento de la Segunda Guerra Mundial, dada la entrada de México al conflicto.
- 1947: Fundada nuevamente como "Dirección Federal de Seguridad" (DFS).
- 1967: El DIPS (1942) se transforma en la Dirección General de Investigaciones Políticas y Sociales (DGIPS).
- 1985: Se crea la Dirección General de Investigación y Seguridad Nacional (DGISN), que fusiona las labores de la DGIPS y la DFS.
- 1989: Se renombra como "Centro de Investigación y Seguridad Nacional".[4]

## Misión y funciones
Sus facultades y responsabilidades están sustentadas en el artículo 19 de la Ley de seguridad nacional.

- I. Operar tareas de inteligencia como parte del sistema de seguridad nacional que contribuyan a preservar la integridad, estabilidad y permanencia del Estado Mexicano, a dar sustento a la gobernabilidad y a fortalecer el Estado de Derecho;
- II. Procesar la información que generen sus operaciones, determinar su tendencia, valor, significado e interpretación específica y formular las conclusiones que se deriven de las evaluaciones correspondientes, con el propósito de salvaguardar la seguridad del país;
- III. Preparar estudios de carácter político, económico, social y demás que se relacionen con sus atribuciones, así como aquellos que sean necesarios para alertar sobre los riesgos y amenazas a la Seguridad Nacional;
- IV. Elaborar los lineamientos generales del plan estratégico y la Agenda Nacional de Riesgos;
- V. Proponer medidas de prevención, disuasión, contención y desactivación de riesgos y amenazas que pretendan vulnerar el territorio, la soberanía, las instituciones nacionales, la gobernabilidad democrática o el Estado de Derecho;
- VI. Establecer cooperación interinstitucional con las diversas dependencias de la Administración Pública Federal, autoridades federales, de las entidades federativas y municipales o delegacionales, en estricto apego a sus respectivos ámbitos de competencia con la finalidad de coadyuvar en la preservación de la integridad, estabilidad y permanencia del Estado Mexicano;
- VII. Proponer al Consejo el establecimiento de sistemas de cooperación internacional, con el objeto de identificar posibles riesgos y amenazas a la soberanía y seguridad nacionales;
- VIII. Adquirir, administrar y desarrollar tecnología especializada para la investigación y difusión confiable de las comunicaciones del Gobierno Federal en materia de Seguridad Nacional, así como para la protección de esas comunicaciones y de la información que posea;
- IX. Operar la tecnología de comunicaciones especializadas, en cumplimiento de las atribuciones que tiene encomendadas o en apoyo de las instancias de gobierno que le solicite el Consejo;
- X. Prestar auxilio técnico a cualquiera de las instancias de gobierno representadas en el Consejo, conforme a los acuerdos que se adopten en su seno, y
- XI. Las demás que le confieran otras disposiciones jurídicas aplicables o le señale, en el ámbito de su competencia, el Consejo o el Secretario Ejecutivo.

## Estructura
El Cisen poseía una estructura elemental y estaba inspirada en la CIA y en el Mossad (este último fungió como asesor de su conformación), y su estructura consistía en:

### Secretaría de Gobernación

#### Dirección del Cisen
Fue la responsable de la institución. Trabajaba directamente con el Presidente de la República, el Secretario de Gobernación y con el Gabinete de Seguridad Nacional, atendía protocolariamente a los servicios de inteligencia de otros países y supervisaba la marcha general de la institución, entre otras funciones.

#### Secretaría General
Controlaba la estructura interna de la institución, nombraba a los delegados en los estados de la república donde el Cisen tenía representación, y llevaba la coordinación cotidiana con la Presidencia de la República y la Secretaría de Gobernación; contó con 14 departamentos.
Secretaría General Adjunta
Controlaba 11 representaciones que el Cisen tenía en varios países (Canadá, Colombia, Cuba, España, Estados Unidos, Guatemala, El Salvador y Venezuela). Tuvo a cargo cuatro coordinaciones.
Centro de desarrollo de Recursos Humanos
Dirección de Investigaciones
Fue una de las direcciones más importantes e impenetrables, contaba con el manejo de las 31 delegaciones y el control de las "fuentes vivas" (agentes) indispensables para el trabajo de inteligencia; controlaba a los agentes diseminados en las diferentes esferas de la vida nacional, en organizaciones subversivas, que informaban sobre los incidentes de una marcha o reunión.
Dirección de Análisis Estratégico
La información generada por los agentes y otras direcciones se transmitía en bruto a esta dirección donde era procesada, y que se encargaba de producir mono grafías temáticas e informes; Contaba con 2 direcciones, 3 subdirecciones y 1 unidad. En la Subdirección de Análisis de Subversión, se daba seguimiento a grupos armados, como el EZLN, EPR, ERPI.[cita requerida]
Dirección de Contrainteligencia
Fue la encargada de llevar a cabo investigaciones criminales y realizar algunos operativos, era la encargada de proteger la integridad física del personal, documentos bienes e instalaciones.
Se encargaba de vigilar a los extranjeros que podían representar una amenaza a la seguridad nacional (datos aproximados revelaron que la CIA tiene unos 50 agentes en México, los rusos 33 y los cubanos 13). También daba seguimiento a extranjeros sospechosos por diferentes razones, y por ende tenía oficinas en algunos aeropuertos y flujos migratorios, estaba a cargo de 4 subdirecciones.
Dirección de Administración y Servicios
- Coordinación de Servicios Técnicos
- Contraloría Interna

## Agendas y requerimientos de inteligencia

### Planeación operativa
Consiste en el análisis detallado de las preguntas derivadas de la agenda o de los requerimientos, para:
- Comprenderlas cabalmente, y
- Dar orden a la labor de contestación de cada una de ellas. A partir de las preguntas más elementales, se trata de ubicar la fuente de información en la que pudiera encontrarse la respuesta buscada. Esa labor de análisis se expresa en un "plan de recolección".

### Recolección
Consiste en obtener los datos requeridos para contestar las preguntas planteadas.
Entre las fuentes más usuales para el trabajo de inteligencia, se encuentran: diarios, revistas, anuarios, diccionarios, almanaques, directorios, -libros en general-, registros públicos, emisiones de radio, emisiones de televisión, Internet, entrevistas y en general, cualquier medio para hacerse de conocimiento, utilizado por científicos tales como: economistas, sociólogos, antropólogos, psicólogos, politólogos, historiadores, etc. 
El artículo 31 de la Ley de Seguridad Nacional establece que al ejercer atribuciones propias de la producción de inteligencia, se podrá hacer uso de cualquier método de recolección de información, sin afectar en ningún caso las garantías individuales ni los derechos humanos.[cita requerida]

### Procesamiento
Consiste en revisar, catalogar, cotejar, depurar y ordenar la información obtenida en la fase de recolección. Con base en el conjunto de datos resultante de esas operaciones, se realizan operaciones cognitivas complejas para establecer diferencias, similitudes, regularidades, coyunturas, tendencias, etcétera, que permitan entender profundamente la dinámica a que están sujetos los fenómenos bajo estudio y a partir de ello, construir escenarios. Así, la esencia del procesamiento consiste en analizar y sintetizar. Su resultado se expresa en un producto de inteligencia.

### Difusión
Consiste en hacer llegar, de manera oportuna y segura, un producto de inteligencia específico al usuario que lo requiere.

### Explotación
Significa tomar una decisión con base en el conocimiento especializado que entraña un producto de inteligencia. Por lo tanto, esta fase del ciclo corresponde ejercerla al usuario.

## Directores del Cisen
Desde su fundación en 1989, el Cisen ha estado a cargo de once directores:
- (1989-1990): Jorge Carrillo Olea
- (1990-1993): Fernando del Villar Moreno
- (1993-1994): Eduardo Pontones Chico
- (1994-1999): Jorge Enrique Tello Peón
- (1999-2000): Alejandro Alegre Rabiela
- (2000-2005): Eduardo Medina Mora
- (2005-2006): Jaime Domingo López Buitrón
- (2006-2011): Guillermo Valdés Castellanos
- (2011): Alejandro Poiré Romero
- (2011-2012) : Jaime Domingo López Buitrón
- (2012-2018): Eugenio Ímaz Gispert
- (2018): Alberto Bazbaz